# Johann Bacmeister, o Jovem
Johann Bacmeister, o Jovem (Luneburgo, 31 de Outubro de 1624 — Rostock, 15 de Fevereiro de 1686) foi professor de Medicina. Era filho do médico alemão Matthäus Bacmeister (1580–1626) que morreu quando ele tinha dois anos, vítima da peste, tendo sido criado pelo seu tio materno, Christian Kellermann. Sua mãe se chamava Sophie Kellermann (1590–1657), filha do burgomestre de Rostock Johann Kellermann (1547-1598).
Estudou no Ginásio latino e humanista Catarineu, em Lubeque, onde aprendeu línguas clássicas, lógica e retórica. A princípio ele estudou teologia, porém, mudou mais tarde para matemática e medicina, primeiro, na Universidade de Vitemberga, onde estudou com Johann Sperling (1603-1658) e Konrad Viktor Schneider (1614–1680) e depois nas Universidades de Rostock e Universidade de Greifswald. Em 1648, recebeu seu diploma de Doutor em Medicina, e teve como professor de cirurgia Otto van Heurne (1577–1652).
Depois de alguns períodos de estudos na Inglaterra e Hamburgo, a pedido de sua mãe, retorna para Rostock, onde se torna médico na cidade, e em 13 de junho de 1654 é nomeado professor titular da Faculdade de Medicina de Rostock. Mais tarde foi nomeado médico particular "João Jorge, Duque de Mecklenburgo" (1629–1675), cargo que ocupou até sua aposentadoria. Como seu tio Johann Bacmeister, o Velho era altamente respeitado, tendo sido eleito também reitor da Universidade.

## Obras
- De spasmo, Leiden, 1648
- De oculo, Leiden, 1648
- De imbecillitate ventriculi, Rostock, 1667
- De sanitate : Progr. inaug., Rostock, 1667